# Csere-bere fogadom
A Csere-bere fogadom A Simpson család című amerikai animációs sorozat első évadának, tizenegyedik epizódja. Elsőként 1990. április 15-én mutatták be az Amerikai Egyesült Államokban. Magyarországon a TV3 kezdte el sugározni, elsőként 1998. szeptember 30-án.

## Történet
Bart trehánysága miatt Homer lebénul. Ezért Marge játékai elpakolására kéri a fiút. Pakolás közben Bart észreveszi, hogy van cseresznyebombája. Másnap az iskolába ellátogat Sintér igazgató anyukája, Ágnes. Amikor az anyuka a WC-t használja, Bart bedobja a cseresznyebombát. Ezért az igazgató büntetésből elküld Párizsba. Bart helyére egy albán kémfiú jön, Adil, aki bár kedves, információkat akar ellopni az Amerikai Egyesült Államokból. Bart Franciaországban két szőlészhez kerül, akik rabszolgaként bánnak vele: dolgoztatják, éheztetik és fagyállós bort itatnak vele.

## Gag
Kanapé gag: Visszatérő kanapé gag a Mindenhol jó, de miért vagy otthonból.
Tábla gag: "A rágógumi nem vicces" ("Garlic gum is not funny")

## Fordítás
- Ez a szócikk részben vagy egészben  a   The Crepes of Wrath című angol Wikipédia-szócikk fordításán alapul.  Az eredeti cikk szerkesztőit annak laptörténete sorolja fel. Ez a jelzés csupán a megfogalmazás eredetét és a szerzői jogokat jelzi, nem szolgál a cikkben szereplő információk forrásmegjelöléseként.